# Mijoši (Saitama)
Mijoši (japonsky 三芳町, Mijoši-mači) je město v prefektuře Saitama v Japonsku. K 28. únoru 2021 zde žilo odhadem 38 101 obyvatel v 16 692 domácnostech a hustota zalidnění byla 2 500 ob. / km². Celková rozloha města je 15,33 km².

## Geografie
Mijoši se nachází v jižní části prefektury Saitama.

## Okolní města
Prefektura Saitama
- Fudžimi (japonsky 富士見)
- Tokorozawa (japonsky 所沢)
- Kawagoe (japonsky 川越)
- Šiki (japonsky 志木)
- Niiza (japonsky 新座)
- Fudžimino (japonsky ふじみ野)

## Podnebí
Mijoši má vlhké subtropické podnebí, které se vyznačuje teplými léty a chladnými zimami s mírným nebo žádným sněžením. Průměrná roční teplota v Mijoši je 14 °C. Průměrný roční úhrn srážek je 1647 mm, přičemž nejvlhčím měsícem je září. Nejvyšší teploty v průměru jsou v srpnu, přibližně 25,7 °C, a nejnižší v lednu, přibližně 2,3 °C.

## Demografie
Podle údajů z japonského cenzu se počet obyvatel Mijoši v 60. a 70. letech 20. století velmi rychle zvyšoval a v posledních 30 letech zůstává poměrně stabilní.

## Historie
Název místa „Mijošin-no-sato“ (anglicky „Miyoshin-no-sato“) se objevuje v díle The Tales of Ise žánru monogatari (vyprávění s rozsáhlým prozaickým příběhem srovnatelným s románem) z období Heian, přičemž byl název součástí staré japonské provincie Musaši. V období Edo byla provincie Musaši součástí panství Kawagoe (anglicky Kawagoe Domain, japonsky 川越藩) a jednalo se o zemědělskou oblast s malým počtem obyvatel. Obec Mijoši vznikla 1. dubna 1889 v okrese Iruma v prefektuře Saitama spolu se zavedením moderního systému obcí. Na město bylo povýšeno 3. listopadu 1970.

## Hospodářství
V Mijoši převažuje zemědělství, hlavní plodinou jsou sladké brambory. Město je však také noclehárnou a přibližně 25 % pracujících obyvatel dojíždí do nedalekého Tokia.

## Vzdělávání
V Mijoši je pět veřejných základních škol a tři veřejné základní školy s druhým stupněm (middle schools), které provozuje městská správa. Město nemá střední školu. Univerzita Shukutoku (anglicky Shukutoku University) ve městě Čiba má kampus (areál vysoké školy) v Mijoši.

## Doprava

### Železnice
- Mijoši nemá vybudovanou železniční dopravu.

### Dálnice
- Dálnice Kan-etsu (anglicky Kan-etsu Expressway, japonsky 関越自動車道)
- Dálnice 254 (anglicky National Route 254, japonsky 国道254号)
- Dálnice 462 (anglicky Japan National Route 462, japonsky 国道462号)

## Partnerská města
- Petaling Jaya, Malajsie[1][2]

## Významní lidé z Mijoši
- Hitomi Jošizawa - zpěvačka